# Schaktmaskin

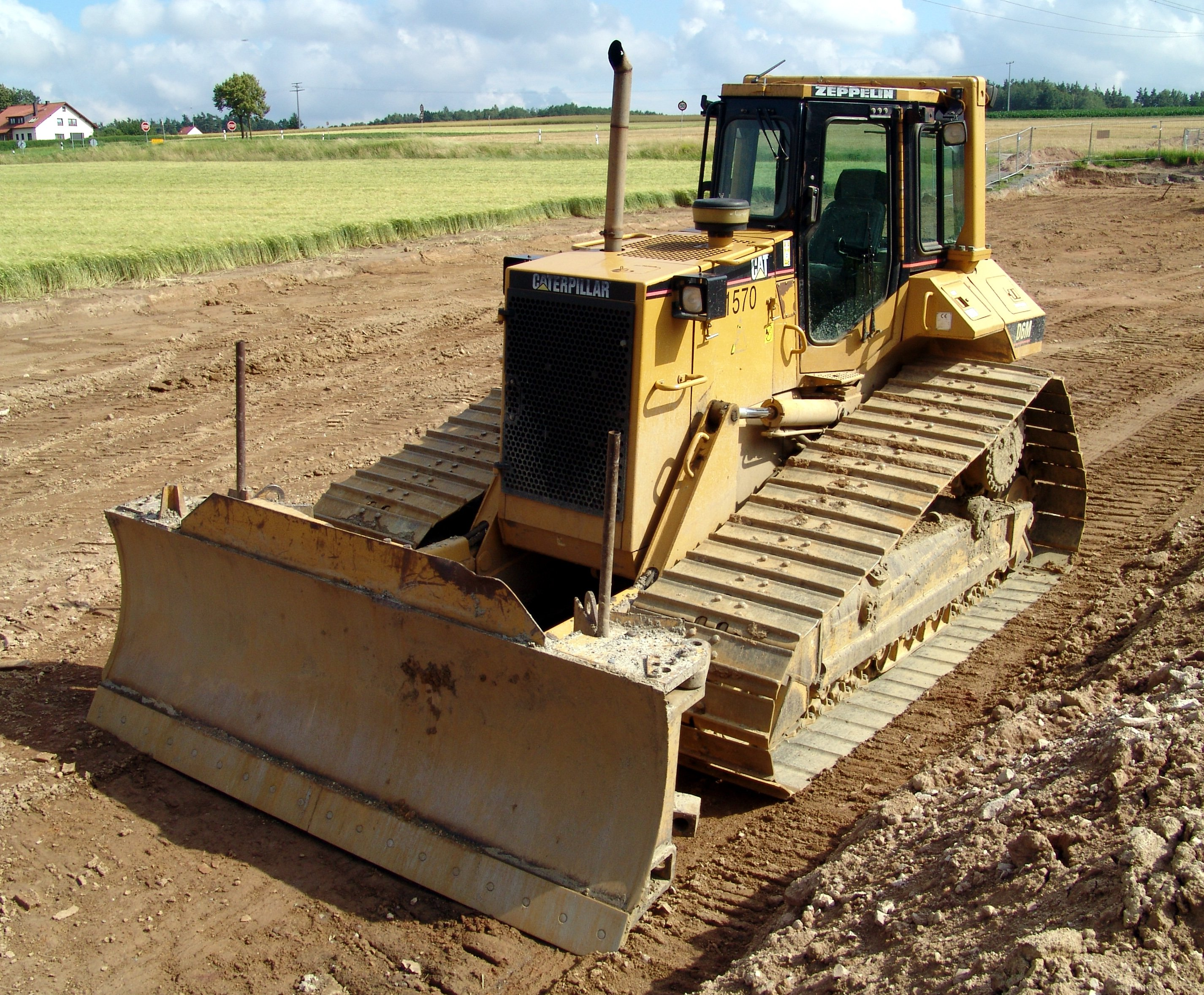
Bandgående schaktmaskin, Caterpillar D6M.

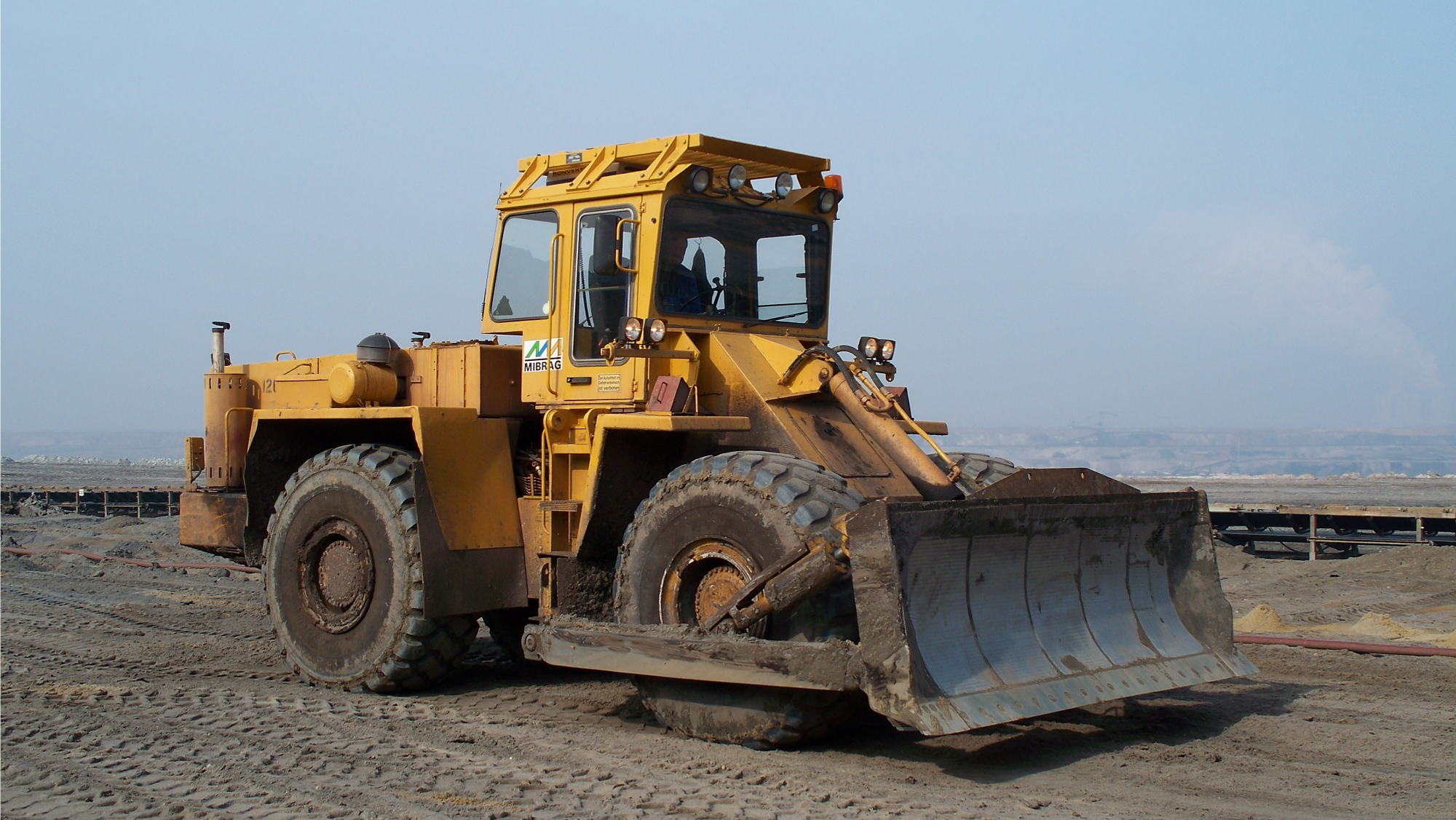
Hjulgående schaktmaskin, Zettelmeyer ZD 3001.

En schaktmaskin är ett hjulgående eller oftast bandgående fordon försett med ett stort schaktblad framtill, ofta kallad bulldozer efter den engelska beteckningen.
Schaktmaskiner är jordförflyttningsmaskiner som har mycket stor dragkraft för att kunna skyffla stora schakt- och jordmassor framför sig. Maskinernas dragkraftskoefficient (dragkraft/totalvikt) ligger på cirka 2,0. 
Bandgående schaktmaskiner – bandschaktare – är även kända som caterpillars, efter det amerikanska företaget Caterpillar och deras maskiner. Detta är samma typ av generisk användning av varumärken som i jeep (efter företaget Jeep och deras terrängfordon) och vespa (efter skotertillverkaren Piaggios Vespa).
Schaktmaskiner utvecklades ursprungligen för användning inom jordbruket, för att förflytta jord och luckra upp kompakta jordar med olika verktyg monterade bak på traktorer. Bandschaktare som uppfinning tillskrivs två av varandra oberoende personer i USA, Benjamin Holt och Daniel Best, som 1925 slog samman sina företag Holt Manufacturing Company och C. L. Best Tractor Co. och bildade företaget Caterpillar Tractor Co.